# Xorides confusus
Xorides confusus là một loài tò vò trong họ Ichneumonidae.